# 積丹半島

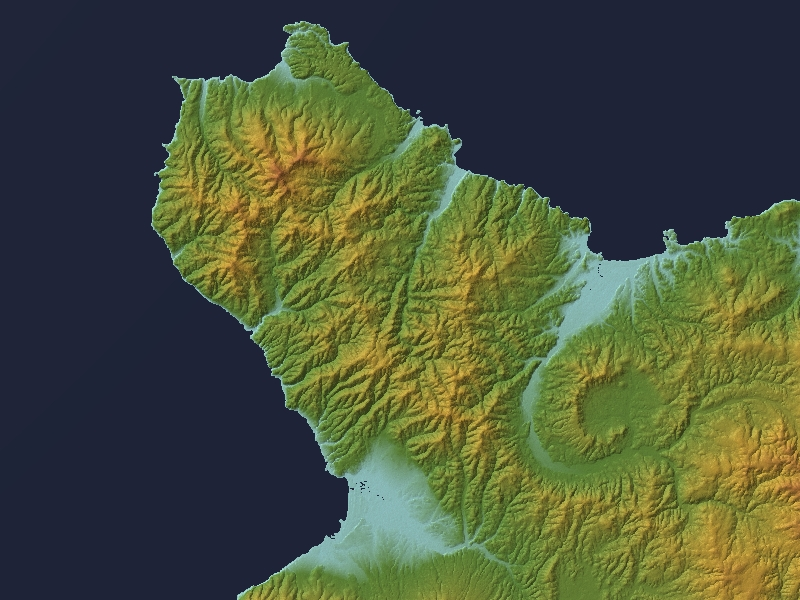
積丹半島

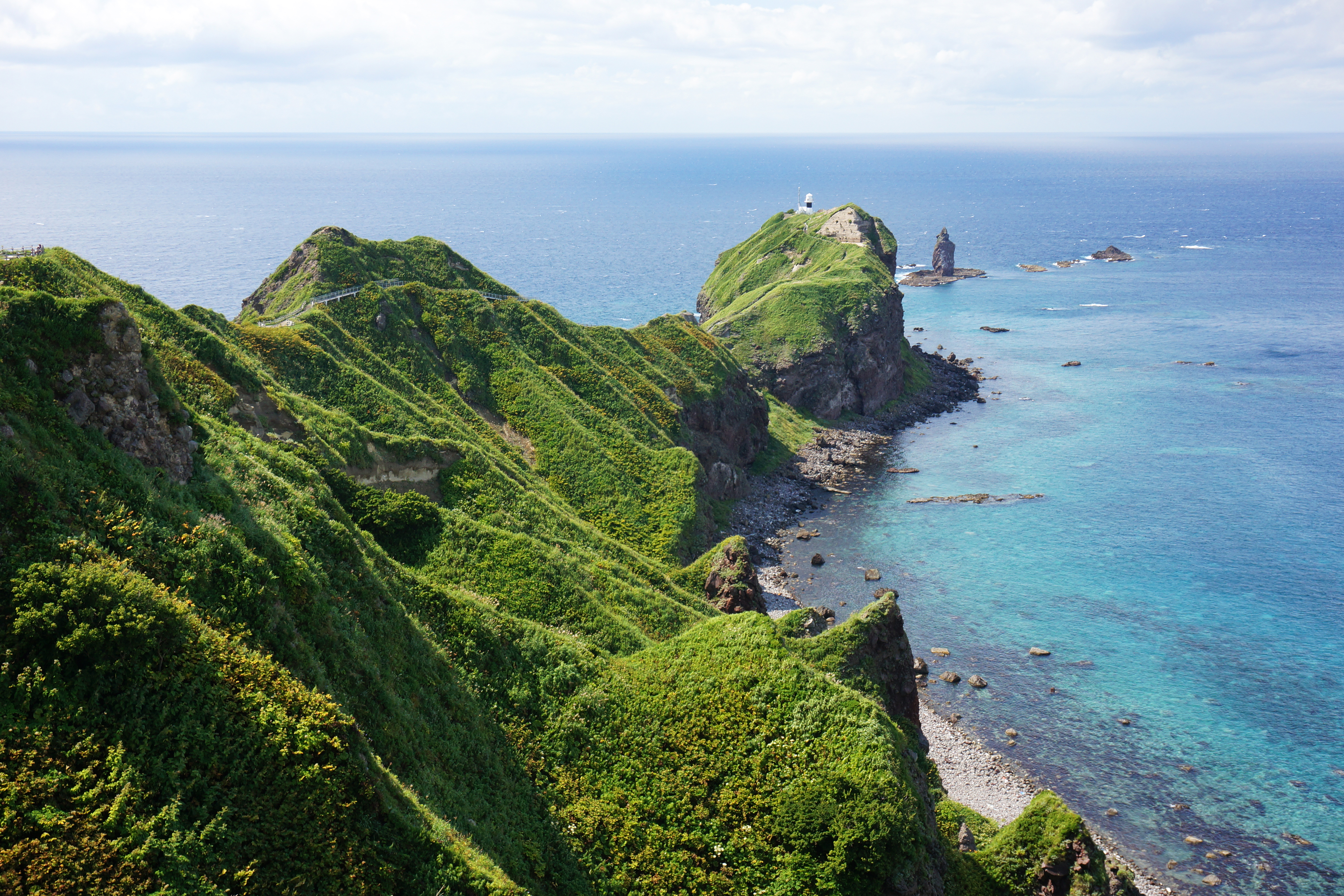
積丹半島神威岬

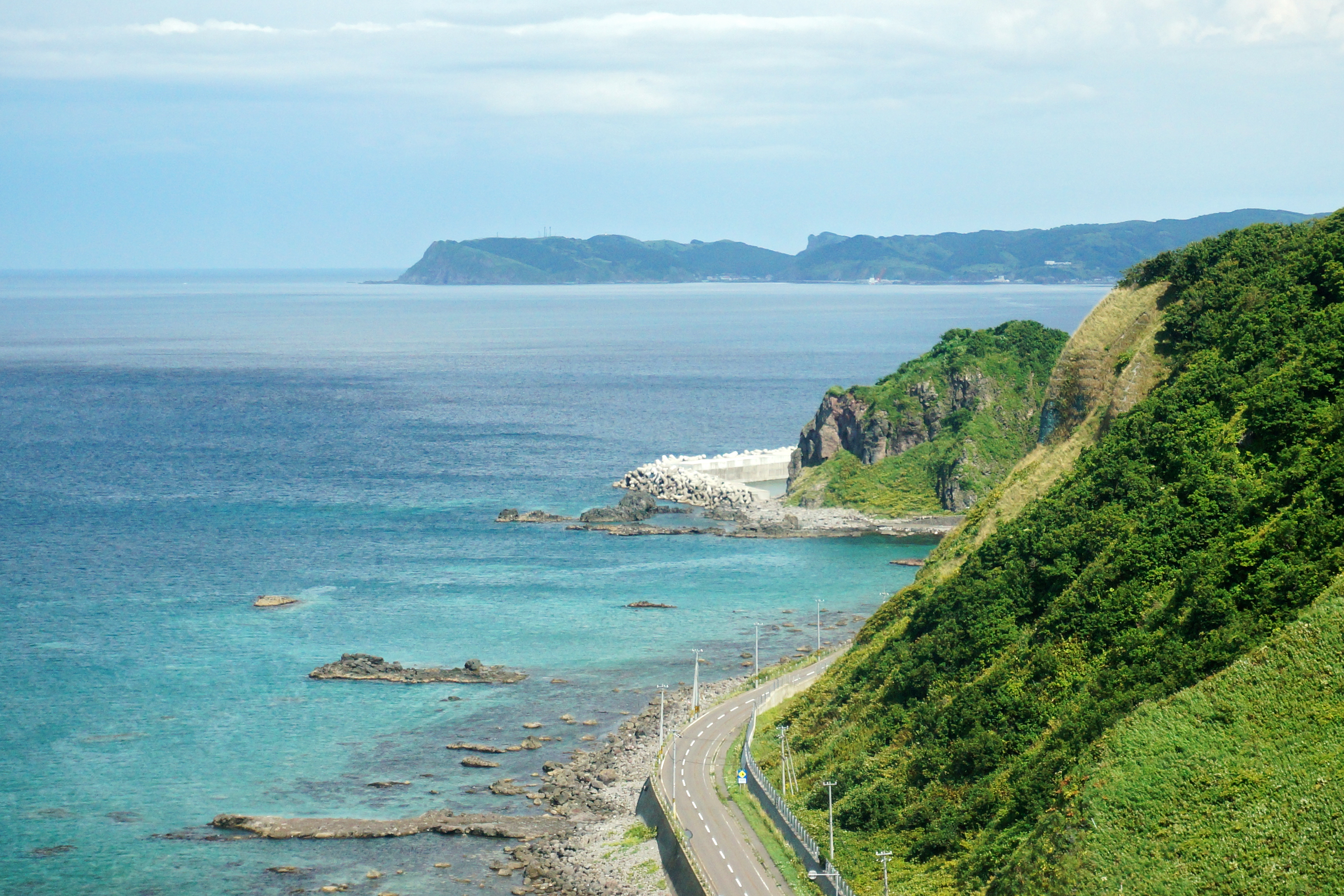
積丹半島積丹岬

積丹半島（しゃこたんはんとう）は北海道西部、後志総合振興局にある日本海に向かって突き出た半島。ニセコ積丹小樽海岸国定公園の中心の一つであり、特別豪雪地域や半島振興地域に指定されている。地名の由来はアイヌ語のシャク・コタン（夏の村）である。

## 概要
海岸部には神威岬や積丹岬、黄金岬などの岬がある。半島中央部には余別岳（標高1,298m）や積丹岳（標高1,255m）があり、これらを源流とする美国川、積丹川、余別川などの流域及び海岸部に漁業集落や農業集落が点在している。
北海道の西海岸はニシンの漁場で、明治時代には道南、大正から昭和前期には積丹半島、昭和中後期には利尻礼文島と北上したが、その後1963年（昭和38年）にニシン漁は途絶えた。黄金岬の沖にある宝島はニシンの大群が押し寄せることから名付けられた。ソーラン節発祥地としても知られ、宝島を望む海岸にソーラン節の碑（「ソーラン節 鰊場音頭のふるさと しゃこたん」と刻む）がある。
漁業就業人口は実数は減少しているが、比率ではほぼ横ばいの傾向にあり、水産加工業や観光業への波及を含めて漁業が依然として基幹産業である。イカ釣、刺網（カレイ刺網、サケ刺網、スケトウダラ・タラ刺網等）、ウニ漁、エビかご漁などが行われている。
観光業では、海岸部では海岸景観や海域公園が観光資源になっており、水中展望船が運行されている。また、内陸部には積丹岳や遊歩道、キャンプ場などがある。このほか雷電温泉、盃温泉郷などの温泉がある。
アザラシやイルカ類が定着し、トドとの遊泳を本格的に商業化しているのは2014年現在、世界でも積丹一帯だけである。

## 交通
国道229号、国道276号、国道5号で半島を周回するルートには「積丹半島ブルーライン」の愛称がある。
国道229号は半島を海岸沿いに巡っているが、1996年までは神恵内村・積丹町の間で未開通区間があった。狭隘な海岸を縫うように走るため、岩盤をくりぬいたトンネルが無数にある。古平町ではトンネル崩落により路線バスが飲み込まれ、20人の犠牲者を出す惨事となった（豊浜トンネル岩盤崩落事故）。
1985年まで国鉄岩内線が岩内～小沢間を走っていた。
また、1990年から2000年まで岩内港と新潟県の直江津港を結ぶカーフェリー（東日本フェリー）が運航されていたが、利用者減少により廃止された。

## 主な施設
泊村には道内唯一の原子力発電所が設けられている。

## 関連町村
- 岩内町（西の玄関口）
- 共和町
- 泊村
- 神恵内村
- 積丹町
- 古平町
- 余市町（東の玄関口）